# 徐彭齡
徐彭齡（1872年—1929年），字企商。江蘇省松江府青浦縣（今上海市青浦區）人，清末民初政治人物、法學家。

## 生平
自幼家境清寒，好學博覽而文思敏捷，品學受鄰里推崇。
光緒二十八年（1902年）獲選為優貢生，壬寅補行庚子辛丑科鄉試舉人。
光緒二十九年（1903年）癸卯補行辛丑壬寅科第二甲第三十六名進士出身。以主事分部學習。隨即以公費留學日本，攻讀法律。
三十三年（1907年）二月，結業返國，獲學部進士館考列最優等，授刑部主事。
宣統三年（1911年）十月，辛亥革命後被推舉為青浦縣民政署民政長。
民國元年（1912年）因農民抗租事件引咎辭職。赴北京任大理院第三庭推事兼庭長。秉公裁判，不畏權貴，清廉無私。因患肺病離職寄宿蘇州調養。離職後為執業律師。受託案件皆依法盡責辯護。
民國十八年（1929年）夏季，赴上海調查案件，積勞成疾，9月因肺病復發而卒，年五十七歲。